# Christoph Hänggi
Christoph E. Hänggi (* 21. Dezember 1960 in Basel) ist ein Schweizer Politiker (SP), Musikwissenschaftler und Kulturmanager.

## Leben
Christoph Hänggi besuchte die Sekundarschule in Therwil und das Gymnasium in Oberwil. Danach studierte er Musikwissenschaft, Geschichte und Kunstgeschichte. An der Universität Basel erhielt er den Abschluss lic. phil. I. 1992 promovierte er an der Universität Zürich zum Dr. phil. mit einer Schrift über den Musikschriftsteller Georg Ludwig Peter Sievers.
Hänggi arbeitete von 1990 bis 1992 als Musikredaktor des Klassiksenders Opus Radio. Danach wechselte er zur Bertelsmann Music Group und war für diese als Musikmanager bei der BMG Ariola (Schweiz) AG sowie als Director International des Bertelsmann-Joint-Ventures Arte Nova GmbH tätig. Seit 2003 ist er Direktor des Museums für Musikautomaten in Seewen.
Hänggi trat 1999 der Sozialdemokratischen Partei der Schweiz, Sektion Therwil, bei. Von 2011 bis 2015 war er Vizepräsident der SP Baselland. Seine politischen Schwerpunkte sind Bildungs- und Kulturpolitik sowie regionale Zusammenarbeit. Vom 12. März 2009 bis 30. Juni 2023 gehörte er dem Baselbieter Landrat an. Dort war er von 2010 bis 2019 Mitglied (ab 2015 Präsident) der Bildungs-, Kultur- und Sportkommission und von 2019 bis 2023 Mitglied der Geschäftsprüfungskommission. Daneben war er von 2011 bis 2023 Mitglied des Oberrheinrats und von 2012 bis 2024 Vorstandsmitglied der Regio Basiliensis. Von 2011 bis 2023 gehörte er dem Districtsrat des Trinationalen Eurodistricts Basel an. 2015 kandidierte er auch, ohne gewählt zu werden, für den Nationalrat.
Hänggi wohnt in Therwil, ist verheiratet und Vater von zwei Kindern.